# Filterselbstretter

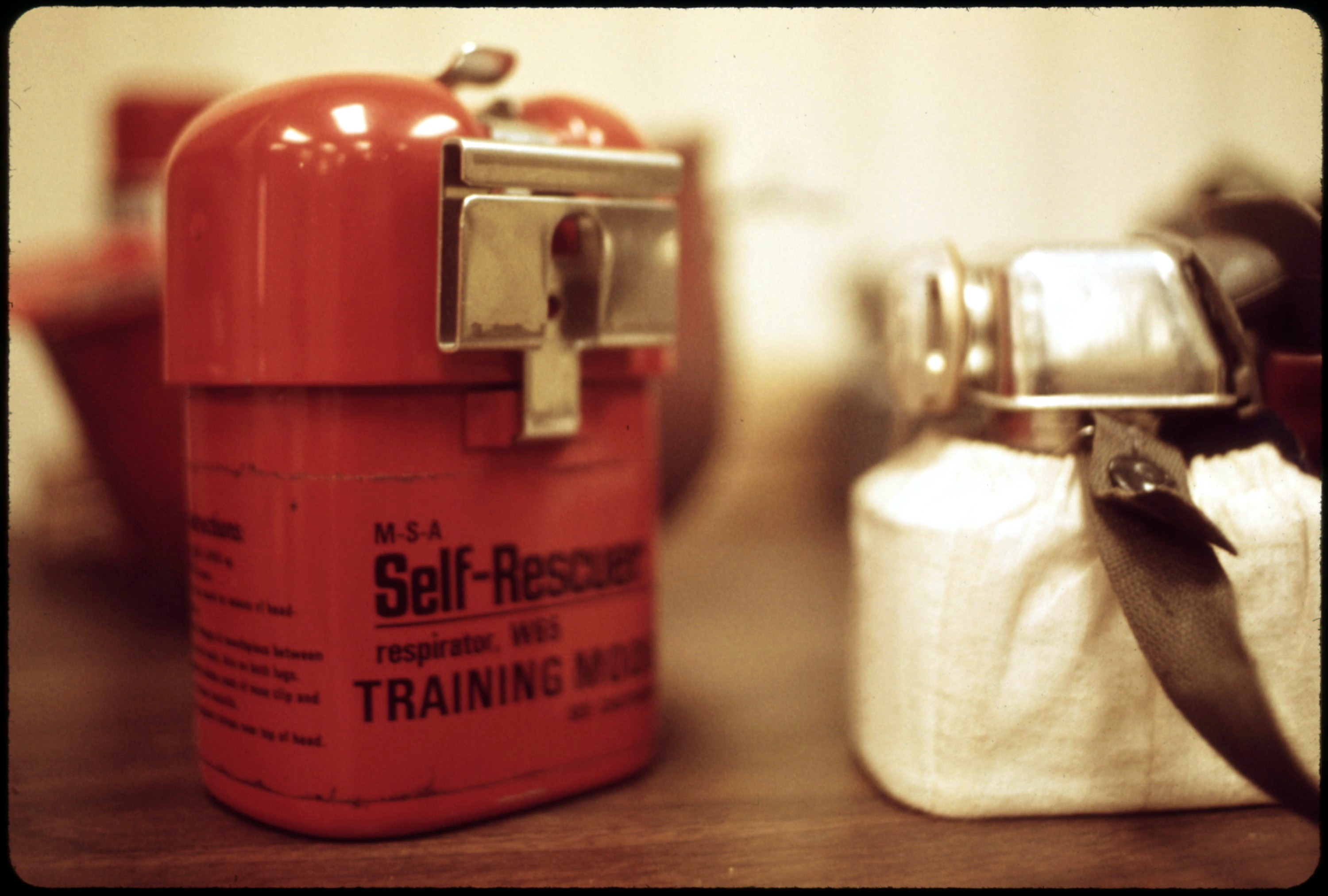
Filterselbstretter

Ein Filterselbstretter, auch Selbstretter oder Selbstrettungsgerät genannt, ist ein Atemschutzgerät, das im Steinkohlenbergbau unter Tage im Gefahrenfall zum Einsatz kommt. Der Filterselbstretter wird von den Bergleuten im Steinkohlenbergbau mit in die Grube genommen und ständig am Mann mitgeführt. Der Filterselbstretter ist kein Arbeitsgerät, sondern ein reines Fluchtgerät.

## Grundlagen und Geschichte
Im Bergbau können unter Tage durch Grubenbrände oder Schlagwetterexplosionen giftige Gase in den Wetterstrom gelangen. Insbesondere bei Grubenbränden, aber auch in den Nachschwaden von Schlagwetterexplosionen, ist dann in den Wettern Kohlenstoffmonoxid enthalten. Der Bergmann nennt solche Wetter Brandwetter oder Böse Wetter. Für den Bergmann sind solche Wetter ab einer bestimmten, schon sehr niedrigen, Konzentration nicht mehr atembar. Die giftigen Gase werden mit dem Wetterstrom durch die Grubenbaue geleitet und können dadurch viele Bergleute gefährden. Atmet ein Bergmann solche Wetter ein, kann dies zu schweren Vergiftungen bis hin zum Tod führen. Vor diesem Gefahren müssen sich die Bergleute im Eventualfall schützen können. Seit Ende der 1950er Jahre wurden im deutschen Steinkohlenbergbau die Bergleute mit Filterselbstrettern ausgerüstet. In den Bergbaubetrieben der Europäischen Gemeinschaft, im australischen und auch im amerikanischen Bergbau ist das Mitführen eines Filterselbstretters Pflicht. Die Filterselbstretter werden während der Schicht von jedem Bergmann am Mann mitgeführt und nach der Schicht über Tage in der Lampenstube wieder gelagert.

## Aufbau und Funktion

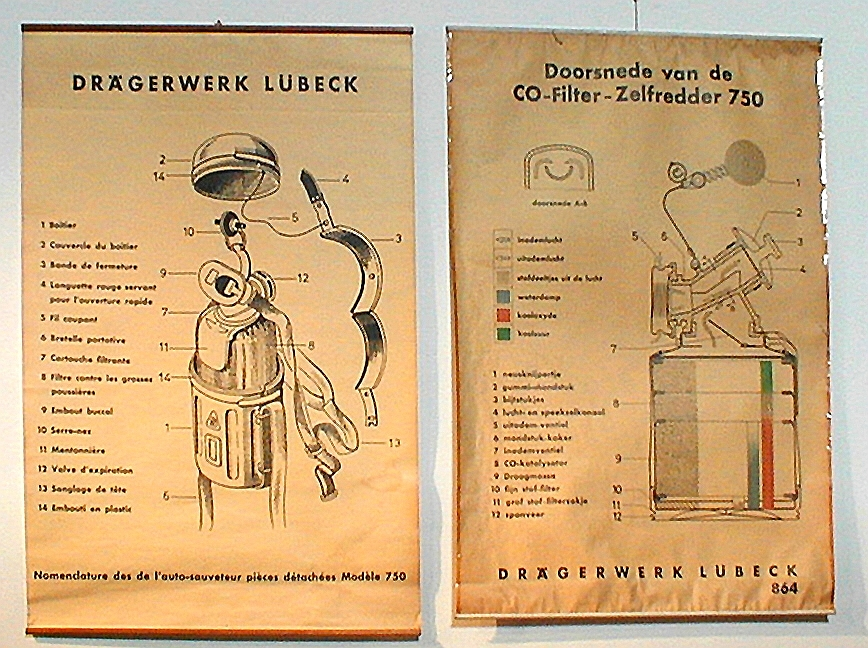
Schnittbild eines Dräger-Retters

Der Filterselbstretter besteht aus einer Tragebüchse, in der der eigentliche Filter untergebracht ist. Der Filterselbstretter wird entweder mit einer Gürtelschnalle oder einem Schultertrageband versehen, um ihn am Mann tragen zu können. Der eigentliche Filter besteht aus einem CO-Katalysator, einem Grobstaubfilter, einem Feinstaubfilter und einem Trockenmittel. Der Katalysator besteht aus Hopcalite, in dem das giftige Kohlenmonoxid in Kohlendioxid umgewandelt wird. Durch die Katalyse wird das Hopcalit stark erhitzt. Damit der Katalysator nicht durch die Luftfeuchtigkeit unbrauchbar wird, wird die Atemluft mittels Trockenmittel vorher getrocknet. Dieses Trockenmittel besteht aus Aktivkohle. Der Grobstaubfilter und der Feinstaubfilter filtern die in den Wettern vorhandenen Stäube heraus. Um die Luft aus dem Filter einatmen zu können, besitzt der Filterselbstretter ein Gummimundstück. Dieses Gummimundstück ist mit Beißnocken versehen und in ein Mundstückgehäuse eingebaut. Über den Luft- und Speichelkanal ist das Mundstück mit dem Filter verbunden. Über je ein Ein- und ein Ausatemventil wird die Atemluft entsprechend weitergeleitet. Dadurch wird die ausgeatmete Luft nicht wieder über den Katalysator geleitet. Damit der Bergmann nicht aus Versehen durch die Nase atmet, besitzt der Filterselbstretter eine Nasenklemme.

## Einsatz

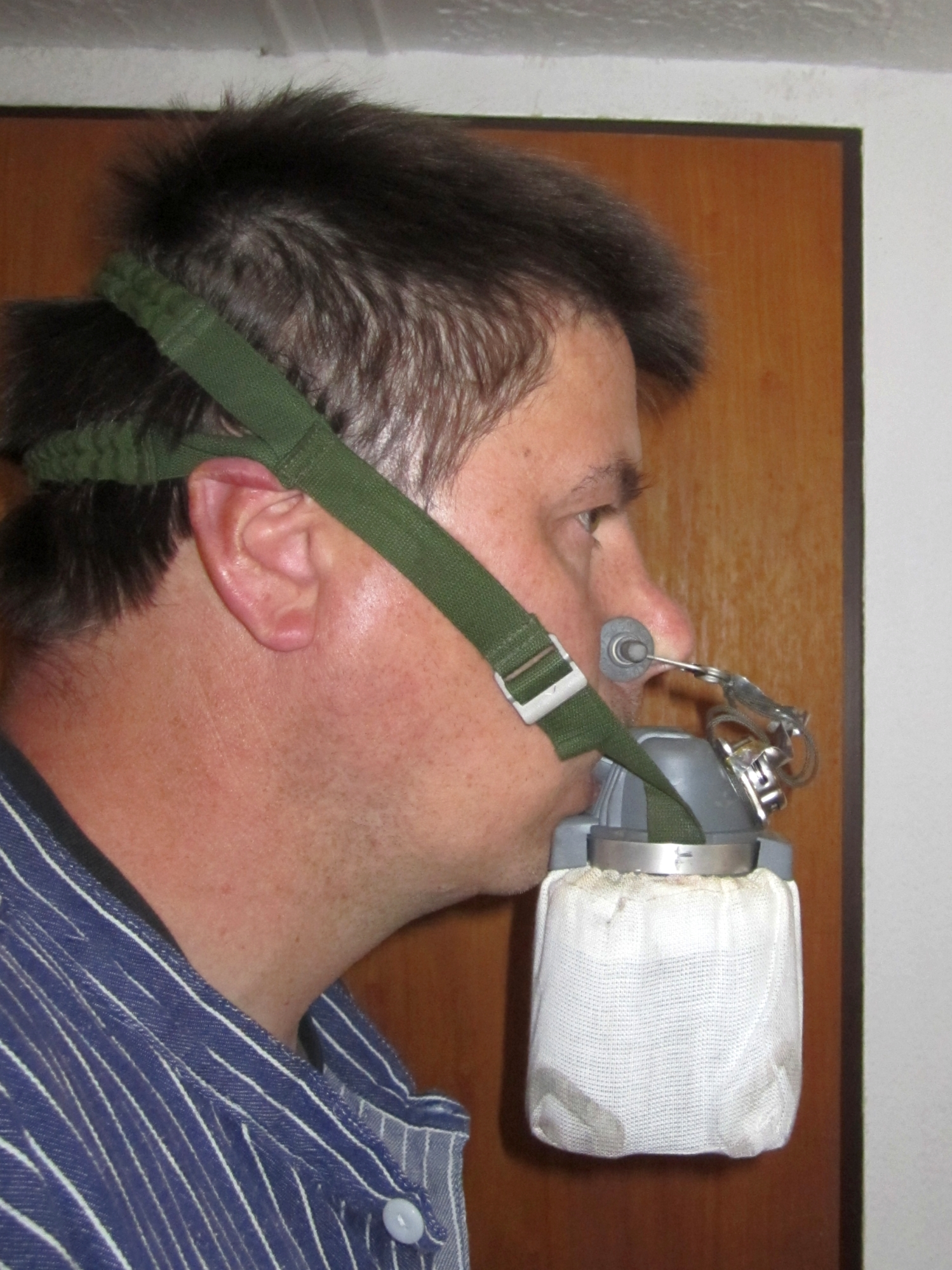
Filterselbstretter im Einsatz

Filterselbstretter werden verwendet, damit die Bergleute aus einem durch Brandwetter kontaminierten Bereich in den Frischwetterstrom fliehen können. Um dies zu gewährleisten, muss der Filterselbstretter eine genügend große Gebrauchsdauer aufweisen. Bei der Auswahl des Gerätes für die Selbstrettung muss der Unternehmer die zu erwartende Art und Konzentration des Schadstoffes und die Länge des Fluchtweges berücksichtigen. Die Haltezeit von heutigen Filterselbstrettern liegt bei 90 Minuten. Es gibt auch Filterselbstretter, die zwei Stunden und länger halten. Wie lange ein Filterselbstretter im Einsatz schützt, hängt letztendlich von der Konzentration der Schadgase (Kohlenmonoxid) ab. Jeder Filterselbstretter darf nur einmal benutzt werden. Aber auch die Lebensdauer von Filterselbstrettern ist begrenzt, sie liegt im Durchschnitt bei vier Jahren. Durch den Einsatz von Filterselbstrettern konnte bereits hunderten Bergleuten das Leben gerettet werden. Alleine im Ruhrbergbau konnten in der Zeit von 1953 bis 1960 mehr als 600 Bergleute mit dem Filterselbstretter aus einem Gefahrenbereich in sichere Wetter flüchten. Bis zum Jahr 2013 wurden in rund 600 Fällen über 7500 Filterselbstretter zur Flucht genutzt.

## Einsatzgrenzen
Der Einsatz von Filterselbstrettern wird in erster Linie durch den Gehalt an Sauerstoff in den Wettern begrenzt. Um den Filterselbstretter wirksam einsetzen zu können, müssen die Wetter einen Sauerstoffgehalt von über 19 Prozent aufweisen. In Bereichen, in denen nicht der erforderliche Restsauerstoffgehalt vorhanden ist, sind Filterselbstretter wirkungslos. In diesen Bereichen können Filterselbstretter im Eventualfall nicht verwendet werden, hier müssen Sauerstoffselbstretter verwendet werden. Diese Geräte sind von der Außenluft unabhängig anwendbar. Eine weitere Einsatzgrenze ist die Haltezeit, wird diese im Einsatz überschritten, verliert der Filterselbstretter seine schützende Wirkung. Auch bei anderen Gasen als Kohlenmonoxid ist der Filterselbstretter wirkungslos.